# Speld

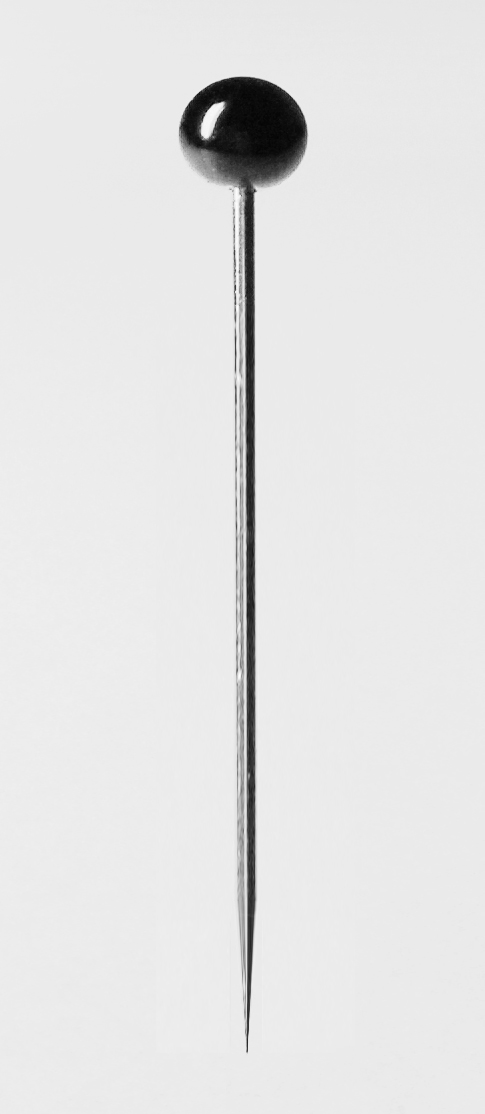
Speld

Een speld is gereedschap waarmee onderdelen van naaiwerk tijdelijk aan elkaar kunnen worden gezet. Spelden worden bijvoorbeeld gebruikt bij het naaien van kledingstukken. Voordat een naaiwerk in elkaar gezet wordt, wordt het kledingstuk eerst gespeld. In sommige gevallen wordt het daarna eerst geregen, en vervolgens definitief in elkaar gezet.
Het voordeel van het gebruik van spelden is dat eerst globaal gekeken kan worden of het kledingstuk op de juiste manier in elkaar is gezet. Ook voor het inkorten van pantalons, rokken of jurken worden spelden gebruikt.

## Soorten spelden
De meeste voor kleding gebruikte spelden zijn circa 2 cm lang en zijn van staal. Spelden hebben altijd een kop. Moderne spelden hebben een gekleurde kop van plastic. Om spelden gemakkelijk te kunnen wegzetten en weer op te pakken kunnen ze op een speldenkussen geprikt worden.

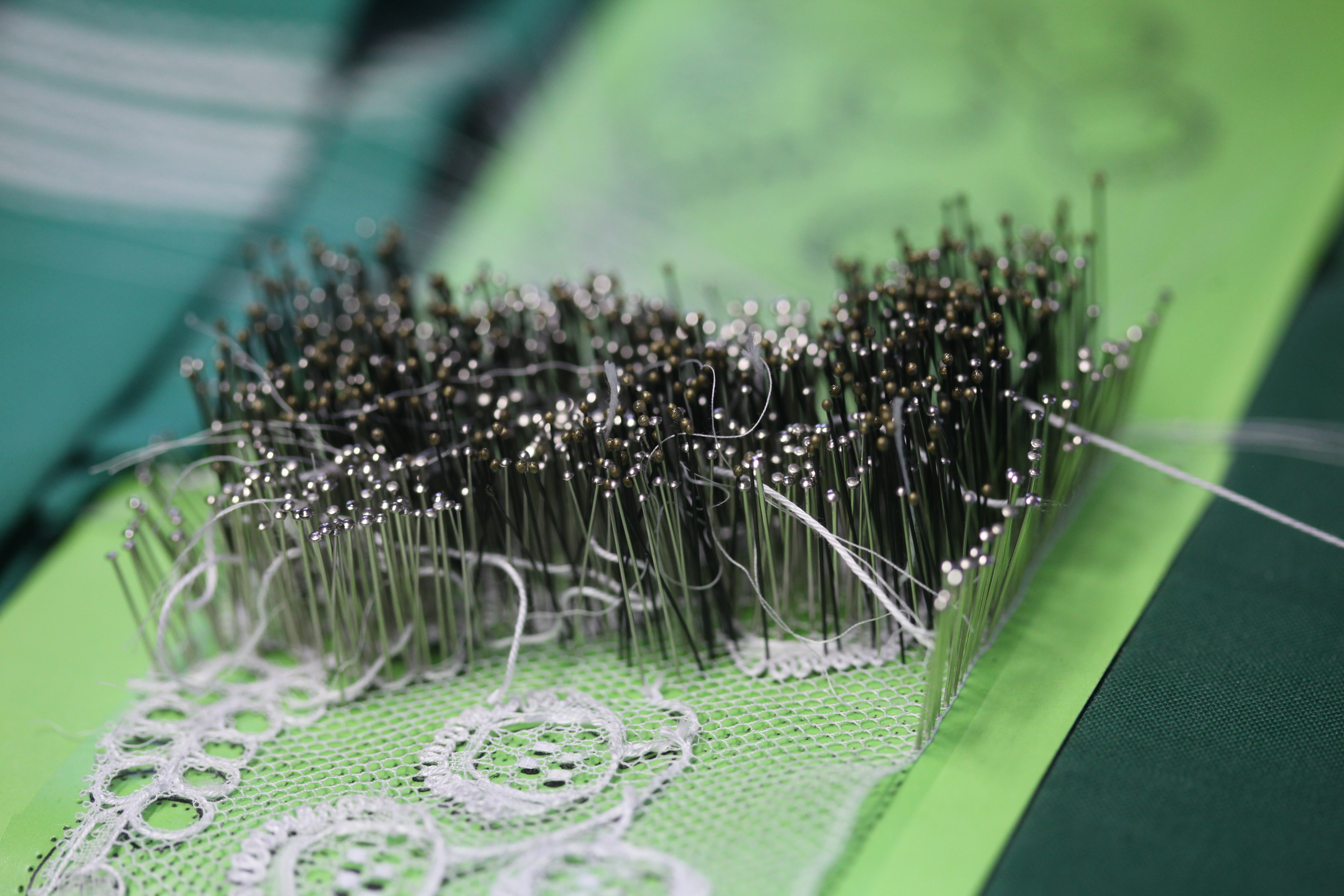
Honderden spelden met een kleine kop bij elkaar tijdens het kantklossen.

Spelden worden ook gebruikt bij het kantklossen. Honderden spelden worden in het kantkloskussen geprikt, zodat de kantklosdraden daaromheen geleid kunnen worden. Dit zijn fijne spelden, met een zeer kleine kop, omdat de spelden anders te veel ruimte in zouden nemen.
Voor het quilten worden zeer lange spelden gebruikt. Voor het spelden van stoffen met openingen, zoals kant, worden bloemkopspelden gebruikt, die een grote platte kop hebben, zodat ze niet uit de stof vallen.

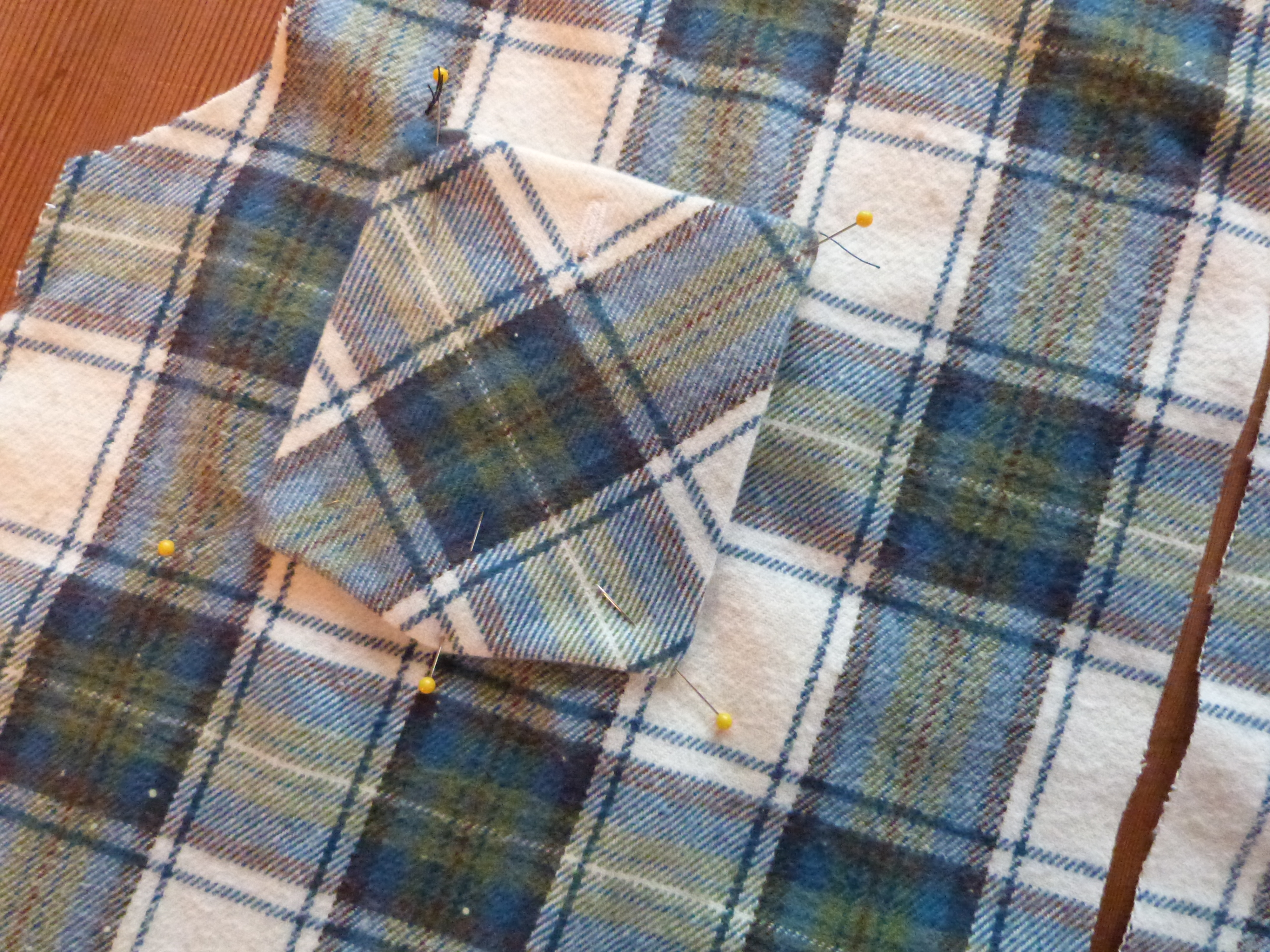
Een borstzak van een overhemd, met 5 spelden vastgespeld